# Osa zla

Bushova „osa zla“: Irák, Írán a Severní Korea (červeně), Boltonovo rozšíření: Kuba, Libye a Sýrie (oranžově), Riceové „výspy tyranie“: Bělorusko, Barma, Zimbabwe. Modře Spojené státy americké

Osa zla (anglicky Axis of evil) je termín používaný bývalým prezidentem USA Georgem W. Bushem. Podle něj jsou to státy, které napomáhají terorismu (např. tím, že poskytují zázemí teroristům a teroristickým organizacím) a vyrábějí zbraně hromadného ničení. Bush v projevu, ve kterém poprvé použil tohoto spojení, jmenoval za státy osy zla Irák, Írán a Severní Koreu. Autorem jeho řeči z 29. ledna 2002 a tedy i autorem tohoto termínu je David Frum.
Velvyslanec Spojených států u OSN John Bolton později k těmto státům přidal další tři: Kubu, Libyi a Sýrii.
Od roku 2002 byly ze seznamu států podporujících terorismus vyškrtnuty dva státy: Irák a Libye. Irák byl dobyt USA v roce 2003 a nyní jej spravuje proamerická vláda. Libye byla ze seznamu vyškrtnuta v roce 2006, kdy její čelný představitel Muammar Kaddáfí začal se Spojenými státy spolupracovat a zastavil zbrojní programy této země.
Státy stojící proti „ose zla“ americká propaganda označovala termínem koalice ochotných.

## Severní Korea
Na podzim roku 2007 měla být ze seznamu zemí podporujících terorismus „vyškrtnuta“ Severní Korea, Spojené státy vzápětí tuto zprávu dementovaly. Severní Korea v reakci na nemožnost přímého nepodmíněného jednání vypověděla trilaterální smlouvu o nukleárním odzbrojování a ke konci září 2008 obnovila jaderný program v Jongbjonu a mezinárodní pozorovatele agentury pro atomovou energii vykázala. Později USA vyšly Severní Koreji vstříc a prezident Bush ji vyškrtl ze seznamu zemí podporujících terorismus za podmínek, že Korea bude odzbrojovat a spolupracovat s mezinárodními inspektory. Bohužel ani to se nestalo a Severní Korea čelila v roce 2013 tlaku ostatních zemí za obnovení svého jaderného programu.